# August Wilhelm Thornam
August Wilhelm Thornam (født 6. maj 1813 i København, død 4. april 1880 sammesteds) var en dansk læge og forfatter. Han var bror til Christian Thornam.
Thornam tog kirurgisk eksamen 1837, gik i marinens tjeneste 1839 og var overskibskirurg blandt andet på linieskibet Christian VIII 1840. Efter en tids tjeneste ved Jyske Jægerkorps blev han underlæge ved Livgarden til Fods, ved hvilken han 1848—50 var karakteriseret overlæge og fra 1858 virkelig overlæge. I 1864 var han overlæge ved ambulancerne og ved lasarettet i Svendborg. Han blev titulær professor 1867 og fik afsked 1872.
Thornam er kendt som forfatter af novellistiske, dramatiske og populærvidenskabelige arbejder. Han debuterede anonymt 1854 på det Kongelige Teater med En Kurre paa Traaden, der efterfulgtes af flere lignende arbejder også på de andre teatre. Thornam udgav Almindeligt Sundhedsleksikon (1856), der udkom i mange oplag; han var 1848—49 medudgiver af Tidsskrift for populær Naturvidenskab.